# Arcadi Espada
Arcadi Espada Enériz (Barcelona, 1 de junio de 1957) es un periodista español.

## Biografía
Arcadi Espada, conocido en sus primeros años como Arcadio Espada, nació en Barcelona en 1957 y se licenció en Ciencias de la Información en la Universidad Autónoma de Barcelona en 1981.

### Actividad profesional
Desde 1977 ha venido colaborando en diversos medios escritos de publicación diaria: Mundo Diario, El Noticiero Universal, La Vanguardia, Diario de Barcelona, El País y, actualmente, El Mundo. Desde noviembre de 2010 hasta febrero de 2011 fue director del Instituto Ibercrea. Escribe diariamente el blog El Mundo por dentro. Colaboró en el programa de Onda Cero Más de Uno hasta que fue despedido por publicar información contraria a los intereses de la emisora. Es Premio Francisco Cerecedo (2000) y premio Ciudad de Barcelona de Literatura (por Contra Catalunya) y Espasa de Ensayo 2002 (por Diarios). Entre sus maestros más queridos se encuentra Josep Pla, al que ha dedicado diversas investigaciones sobre su vida y obra, incluido un ensayo sobre el diario que el escritor ampurdanés dejó escrito entre 1965 y 1968 y que fue publicado póstumamente con el título Notes per a un diari.
Carlos Sánchez Almeida describió en El Mundo a Espada como un «maestro» de la práctica del fisking.

### El proyectoFactual
Desde 2009 y hasta el miércoles 27 de enero de 2010, día en que presentó su dimisión, fue director del periódico digital Factual. Su salida se debió, según sus palabras, a «el recorte que pretende aplicar la empresa al presupuesto de funcionamiento y sus discrepancias con el modelo y la orientación del periódico». «Lo único que me ha comunicado la empresa es que el periódico que yo hacía le parecía demasiado moderno, demasiado intelectual y demasiado educado y yo me he ido del periódico porque yo quería hacer eso». A la salida de Espada le siguió la de un gran número de redactores y colaboradores, entre ellos la directora adjunta, Cristina Fallarás.

### Críticas al trabajo periodístico
En su obra destaca la crítica a muy diversas modalidades de escritura periodística, en lo que tienen de sistema atemporal y traición a la objetividad. Sus análisis le han ganado las alabanzas de Rafael Sánchez Ferlosio.[cita requerida] Ha tratado también el tema de la fotografía utilizada en prensa, abarcando temas clave como el encuadre y la omisión. En relación con este tema en mayo de 2003 se vio envuelto en una gran polémica por unas opiniones críticas que efectuó en sus Diarios respecto a una fotografía realizada por el premio Pulitzer Javier Bauluz. Esta fotografía apareció en el New York Times y tuvo gran repercusión. En ella se mostraba una pareja de bañistas indiferentes en apariencia ante la visión de un inmigrante muerto en la arena. La fotografía se utilizó profusamente para denunciar la «hipocresía de Occidente» ante la inmigración, una práctica que Espada calificó de «pulitzers inmorales». Espada mantiene que la imagen está tomada desde un ángulo en el que quedaba excluido el personal que atendía al cadáver, y con un teleobjetivo, que reduce la distancia aparente entre la pareja y el cadáver. Bauluz y los testigos presentes en la playa desmintieron esas afirmaciones y acusaron a Espada de no aportar pruebas. La polémica que desataron sus opiniones sobre el trabajo de Bauluz fue muy notoria. El Consejo de Información de Cataluña adoptó por unanimidad una resolución estimando las opiniones de Espada como «falsas, injustas y sin razón»". Cuarenta profesionales firmaron un manifiesto en defensa de Espada, que declinó presentar alegaciones en el expediente y siguió manteniendo que el fotógrafo había construido un «dispositivo simbólico imaginario» para suscitar artificialmente una determinada emoción mediante la imagen periodística. En opinión de Espada, mientras la creatividad es aceptable con fines artísticos, no lo es con fines informativos si sugiere algo —la supuesta indiferencia de los bañistas— que quizá nunca ha sucedido. Existe una fotografía tomada el mismo día por el propio Javier Bauluz, dos horas más tarde, donde la famosa pareja de bañistas tumbados a la sombra observan el paso por su lado del ataúd vacío llevado por dos sanitarios. Otra fotografía, con dos personas jugando al tenis de playa, en el fondo de la imagen de los guardias civiles llevándose el ataúd, no hace la imagen de la indiferencia de los playistas, disfrutando de su momento de ocio al margen de la cercana escena fúnebre, lo cual era, para Espada, la supuesta sensación prefigurada en la fotografía de Bauluz.

### Actividad política
En su juventud, durante la Transición, fue comunista y militante del PSUC. Más tarde se define a sí mismo como «socialdemócrata».
Es uno de los promotores más conocidos de la plataforma cívica Ciutadans de Catalunya, que promovió la creación de un partido político, Ciudadanos - Partido de la Ciudadanía (Cs), en el que no se integró. Fue muy crítico con el líder de Cs, Albert Rivera, de cuya reelección llegó a decir que era una «mala noticia».
A lo largo de 2007, desde que se tuvo noticia de la creación de la Plataforma Pro, Espada apoyó activamente la creación del partido Unión Progreso y Democracia (UPyD), a cuyo acto de presentación en Madrid asistió el 29 de septiembre de 2007.
Durante el verano de 2014 promovió, en compañía de destacados ciudadanos españoles, la creación del movimiento Libres e Iguales, cuyo manifiesto se presentó el 15 de julio en la escalinata del Congreso de los Diputados.
En agosto de 2018 fue identificado por los Mozos de Escuadra, la policía autonómica catalana, junto a otras siete personas por pintar con spray rojo un lazo amarillo colocado en una rotonda de la localidad tarraconense de La Ametlla de Mar.
Arcadi Espada criticó a los políticos que se oponen al aborto inducido en casos de anomalías compatibles con la vida a través de un artículo de opinión afirmando que «este tipo de gente averiada alza la voz histérica cada vez que se plantea la posibilidad de diseñar hijos más inteligentes, más sanos y mejores. Por el contrario ellos tratan impunemente de imponernos su particular diseño eugenésico: hijos tontos, enfermos y peores». Asimismo, en dicho artículo defendió el aborto eugenésico al aseverar que «si alguien deja nacer a alguien enfermo, pudiéndolo haber evitado, ese alguien deberá someterse  a la posibilidad, no solo de que el enfermo lo denuncie por su crimen, sino de que sea la propia sociedad, que habrá de sufragar el coste de los tratamientos, la que lo haga».

## Obra
- con Soledat Gomis: Ibiza. Todo bajo el sol (Madrid: Novatex, 1987)
- Contra Catalunya (Barcelona: Flor de Viento, 1997; Ariel, 2018, con postfacio inédito)
- (ed.) Dietario de posguerra (Barcelona: Anagrama, 1998)
- con Jaume Boix: Samaranch. El deporte del poder (Madrid: Espasa, 1999)
- Raval. Del amor a los niños (Barcelona: Anagrama, 2000)
- Un instante de felicidad (Barcelona: Lumen, 2001)
- con Jaume Boix: Mens sana in corpore insepulto. Últimes converses amb Mariano de la Cruz (Barcelona: Edicions 62, 2002), en catalán
- Diarios (Madrid: Espasa, 2002)
- Les dues germanes. Mig segle del restaurant Hispània (Barcelona: Empúries, 2002); Las dos hermanas. Medio siglo del restaurante Hispania (Salsa Books, 2008)
- Quintacolumnismo (Madrid: Espasa, 2003), artículos sobre nacionalismo
- Notas para una biografía de Josep Pla (Barcelona: Ediciones Omega, 2005), análisis de algunos pasajes de un diario poco conocido de Pla, escrito entre 1965 y 1968, y solo publicado hasta ahora en catalán
- Diarios 2004 (Madrid: Espasa, 2005), anotaciones realizadas en su blog durante 2004[20][21][22]
- Informe sobre la decadencia de Cataluña reflejada en su estatuto (Madrid: Espasa, 2006)
- Ebro/Orbe (Barcelona: Tentadero, 2007)[23]
- El terrorismo y sus etiquetas (Madrid: Espasa, 2007)
- Periodismo práctico (Madrid: Espasa, 2008)
- (ed.) con Ernesto Hernández-Busto: El fin de los periódicos (Barcelona: Duomo, 2009)[24]
- con Sergio Campos, Eugenia Codina, Marcel Gascón y Xavier Pericay: Aly Herscovitz. Cenizas en la vida europea de Josep Pla (2010)
- En nombre de Franco. Los héroes de la embajada de España en el Budapest nazi (Barcelona: Espasa, 2013)
- Diarios de la peste (Madrid: Funambulista, 2015)
- Un buen tío. Cómo el populismo y la posverdad liquidan a los hombres (Barcelona: Ariel, 2018)
- Sed de lex (Madrid: Funambulista, 2019)
- La verdad (Barcelona: Península, 2021)
- con Antonio España: Molde roto. Una conversación con flamencos (Sevilla: Renacimiento, 2022)
- Vida de Arcadio (Barcelona: Península, 2023)

## Premios
- 1998 - Premio Ciudad de Barcelona de Literatura por Contra Catalunya
- 2000 - Premio Francisco Cerecedo de Periodismo por Raval: del amor a los niños
- 2002 - Premio Espasa de Ensayo por Diarios